# ماكس رايسر
ماكس رايسر (بالدنماركية: Max Rhyser)‏ هو عارض أزياء، ممثل مسرحي، وممثل تلفزيون وأفلام سينمائية دنماركي-أمريكي-إسرائيلي.

## النشأة
ولد رايسر في أمستردام، في هولندا إلى أب دنماركي وأم أميركية-إسرائيلية. وانتقل كثيرا خلال طفولته مع عائلته في جميع أنحاء أوروبا نظرًا لتغير وظيفة أبيه كل بضع سنوات. عندما كان في العاشرة من عمره، انتقلت عائلته إلى باريس، وعندما كان عمره 15 سنة انتقلوا إلى الدنمارك.في كل مرة تنتقل فيها عائلته كان رايسر ينظم إلى المسرح المدرسي المحلي. وهو يجيد التحدث باللغة الإنجليزية والهولندية والفرنسية والدنماركية.

## المسيرة المهنية
مهد الأخ الأكبر لرايسر، وهو أيضا ممثل، ولكن بالأساس في السوق الأوروبية، الطريق له. بدأ مسيرته المهنية في سن 18 عامًا كممثل مسرحي في أمستردام. بدأ رايسر حياته المهنية في التلفزيون والسينما في عام 2005 عندما وقع مع كيو مانجمنت كعارض أزياء. وكان أول دور له في التمثيل كممثل ضيف في مسلسل الكوميديا لقناة «بي بي سي» بطلي (بالإنجليزية: My Hero)‏. في عام 2007 ظهر في فيلم كلمة من أربع أحرف (بالإنجليزية: A Four Letter Word)‏. قام أيضا بدور البطولة في أفلام قصيرة رؤوس وذيول ، الفجر والمعلم. كان دور الإسرائيلي كوبي زوكر إسرائيلياً الذي يتطلع إلى بداية جديدة في مدينة نيويورك الذي يقع في حب امرأة فلسطينية شابة، في فيلم «الموطن» من أهم أدواره. كما ظهر في عام 2010 في فيلمميول بنفسجية (بالدنماركية: Violet Tendencies)‏، وفيلم نشأة لينكولن. كما يعمل أيضا كممثل مسرحي.
مابين الرجال (بالإنجليزية: In Between Men)‏ (بين عامي 2010–2011) هو مسلسل على شبكة الإنترنت لعب فيه رايسر دور البطولة في مجموعة من الأصدقاء المثليين في نيويورك. وقد تم مقارنته بمسلسل أحرار الجنس مثل الناس. شارك في عام 2014، في فيلم فرانكشتاين ضد المومياء.

## الحياة الخاصة
يعبر رايسر عن نفسه كونه يهوديًا ومثليًا جنسيا بشكل علني. عاش في لندن حيث انتقل إليها عندما كان في العشرين من عمره. وهو يقيم حاليًا في مدينة نيويورك.

## قائمة بعض أعماله
| الفيلم أو المسلسل (العنوان الأصلي) | العنوان العربي         | تاريخ الصدور |
| ---------------------------------- | ---------------------- | ------------ |
| My Hero                            | بطلي                   | 2005         |
| A Four Letter Word                 | كلمة من أربع أحرف      | 2007         |
| Homeland                           | الموطن                 | 2008         |
| Heads and Tails                    | رؤوس وذيول             | 2009         |
| Dawn                               | الفجر                  | 2009         |
| The Teacher                        | المعلم                 | 2009         |
| Violet Tendencies                  | ميول بنفسجية           | 2010         |
| In Between Men                     | مابين الرجال           | 2010–2011    |
| Frankenstein vs. The Mummy         | فرانكشتاين ضد المومياء | 2014         |

## روابط خارجية
- ماكس رايسر على موقع IMDb (الإنجليزية)
- ماكس رايسر على موقع قاعدة بيانات الفيلم (الإنجليزية)